# Puntius tras
Puntius tras är en fiskart som först beskrevs av Herre 1926.  Puntius tras ingår i släktet Puntius och familjen karpfiskar. IUCN kategoriserar arten globalt som akut hotad. Inga underarter finns listade i Catalogue of Life.